# Gouvernement de salut syrien
2017–2024
- Territoire contrôlé par Hayat Tahrir al-Cham
- Territoire contrôlé par l'Armée nationale syrienne
- Territoire contrôlé par des groupes de l'Armée syrienne libre

Entités précédentes :
- Conseils locaux d'Idleb (2017)
- République arabe syrienne (2024)

Entités suivantes :
- Gouvernement de transition syrien

Le Gouvernement de salut syrien  (arabe : حكومة الإنقاذ السورية) était une administration locale gouvernant de facto les territoires contrôlés par le groupe Hayat Tahrir al-Cham dans le gouvernorat d'Idleb,, durant la guerre civile syrienne. Fondé le 2 novembre 2017, il prend le pas sur les conseils locaux qui administraient auparavant les localités de la province d'Idleb. Le 8 décembre 2024, à la suite d'une offensive éclair menée notamment par le Hayat Tahrir al-Cham, le gouvernement de Bachar el-Assad est renversé. Le 10 décembre, le président du GSS, Mohammed al-Bachir, devient Premier ministre de transition, et l'intégralité des ministres sont renommés au sein de ce nouveau gouvernement.

## Organisation
Le GSS était dirigé par un président (Mohammed al-Bachir, depuis le 13 janvier 2024) élu par un organe législatif nommé Conseil général de la Choura, dirigé par un président. Officiellement, Hayat Tahrir al-Cham a déclaré son indépendance de l'administration civile du gouvernement de salut, décrivant la relation comme un « partenariat » visant à assurer la sécurité de la population d'Idlib et à offrir une alternative au gouvernement baasiste. Le gouvernement de salut syrien servait cependant de façade civile au HTC, qui contrôlait les départements de sécurité et d'économie du GSS.
Le GSS est divisé en huit ministères : intérieur, justice, biens religieux, santé, éducation, administration et services locaux, économie, et développement et affaires sociales. Il dispose également d'une police, de tribunaux religieux et prélève des taxes, notamment sur les échanges commerciaux avec la Turquie et les zones contrôlées par le régime syrien.

## Composition du gouvernement

### 2023-2024
| Poste                                                     | Nom                       |
| --------------------------------------------------------- | ------------------------- |
| Premier ministre                                          | Ali Keda                  |
| Ministre de l'Intérieur                                   | Mohammed Abdel Rahman     |
| Ministre de la Justice                                    | Shadi al-Waïssi           |
| Ministre de l'Économie                                    | Bassel Abdel Aziz         |
| Ministre de l'Agriculture                                 | Mohammed al-Ahmad         |
| Ministre de l'Information                                 | Mohammed al-Omar          |
| Ministre des Affaires religieuses                         | Hossam Haj Hussein        |
| Ministre de la Santé                                      | Hussein Abdel Malik Bazar |
| Ministre de l'Éducation                                   | Nazir al-Qadir            |
| Ministre de l'Enseignement supérieur                      | Saïd Adel Mando           |
| Ministre du Développement                                 | Mohammed al-Bachir        |
| Ministre de l'Administration locale et de l'Environnement | Mohammed Muslim           |

### 2024
| Poste                                                     | Nom                      |
| --------------------------------------------------------- | ------------------------ |
| Premier ministre                                          | Mohammed al-Bachir       |
| Ministre de l'Intérieur                                   | Mohammed Abdel Rahman    |
| Ministre de la Justice                                    | Shadi al-Waïssi          |
| Ministre de l'Économie                                    | Bassel Abdel Aziz        |
| Ministre de l'Agriculture                                 | Mohammed al-Ahmad        |
| Ministre de l'Information                                 | Mohammed al-Omar         |
| Ministre des Affaires religieuses                         | Hossam Haj Hussein       |
| Ministre de la Santé                                      | Mazen Dukhan             |
| Ministre de l'Éducation                                   | Nazir al-Qadir           |
| Ministre de l'Enseignement supérieur                      | Abdel Moneim Abdel Hafez |
| Ministre du Développement                                 | Fadi al-Qassem           |
| Ministre de l'Administration locale et de l'Environnement | Mohammed Muslim          |